# Tallinn-Tartu Grand Prix 2008
Il Tallinn-Tartu Grand Prix 2008, settima edizione della corsa, valida come evento dell'UCI Europe Tour 2008 categoria 1.1, si svolse il 23 maggio 2008 su un percorso totale di 186 km. Fu vinto dall'estone Mart Ojavee, che terminò la gara in 4h06'19" alla media di 44,333  km/h.
Al traguardo 71 ciclisti portarono a termine il percorso.

## Ordine d'arrivo (Top 10)
| Pos. | Corridore            | Squadra        | Tempo    |
| ---- | -------------------- | -------------- | -------- |
| 1    | Mart Ojavee          | Rietumu Bank   | 4h06'19" |
| 2    | Erki Pütsep          | Bouygues Télé. | s.t.     |
| 3    | Jens Mouris          | Mitsubishi     | s.t.     |
| 4    | Ramūnas Navardauskas | Ulan           | s.t.     |
| 5    | Alexander Mironov    | Rietumu Bank   | a 13"    |
| 6    | Tomasz Kiendys       | CCC Polsat     | s.t.     |
| 7    | Jaan Kirsipuu        | Estonia        | a 1'01"  |
| 8    | Markku Ainsalu       | Rietumu Bank   | a 1'17"  |
| 9    | Adam Wadecki         | Kalev Sport    | s.t.     |
| 10   | Marek Wesoly         | CCC Polsat     | a 11'31" |